# Panzerkampfwagen B-2 740 (f)
Panzerkampfwagen B-2 740 (f) byl německý kořistní tank. Během německé invaze do Francie se podařilo Němcům ukořistit mnoho kvalitní spojenecké techniky. Ukořistili řadu francouzských tanků, včetně asi nejkvalitnějších Char B1. Němci získali během roku 1940 161 těchto strojů. Ty se do německé armády zapsaly jako Panzerkampfwagen B-2 740 (f).

## Varianty
- als Schulfahrzeug: označení pro několik tanků Panzer B-2, kterým Němci odstranili věž a používali je nadále jako stroje k výcviku řidičů.
- Flammpanzer B-2 (f): 60 strojů Němci předělali na plamenometné tanky. 47mm dělo ve věži bylo zachováno, avšak 75mm dělo v korbě bylo nahrazeno plamenometem. Většina těchto tanků byla nasazena s úspěchem na východní frontě.

- 10,5 cm leFH 18/3 (Sf) auf Geschützwagen B-2 (f): Firmou Rheinmetall-Borsig bylo několik tanků předěláno na samohybná děla. 75mm dělo v korbě bylo odstraněno a do nové mnohem prostornější věže byla nainstalována houfnice leFH 18 ráže 105 mm. Tyto stroje byly od roku 1942 nasazeny na východní frontě.